# Circondario dell'Ilm
Il circondario dell'Ilm (in tedesco Ilm-Kreis) è un circondario (Landkreis) della Turingia, in Germania.

Comprende 5 città e 11 comuni.
Il capoluogo è Arnstadt, il centro maggiore Ilmenau.

## Suddivisione amministrativa

### Città e comuni
Tra parentesi gli abitanti al 31 dicembre 2021, il capoluogo della comunità amministrativa è contrassegnato da un asterisco.
Città
1. Arnstadt, città (27 330)
2. Großbreitenbach, città, Landgemeinde (5 974)
3. Ilmenau, Große kreisangehörige Stadt (38 521)
4. Stadtilm, città (8 376)

Comuni indipendenti
1. Amt Wachsenburg (7 966)
2. Geratal, Landgemeinde (8 761)

### Comunità amministrative (Verwaltungsgemeinschaft)
- Verwaltungsgemeinschaft Geratal/Plaue (4 370)

1. Elgersburg (1 210)
2. Martinroda (1 183)
3. Plaue, città (1 977)

- Verwaltungsgemeinschaft Riechheimer Berg (4 069)

1. Alkersleben (305)
2. Bösleben-Wüllersleben (621)
3. Dornheim (563)
4. Elleben (891)
5. Elxleben (555)
6. Osthausen-Wülfershausen * (503)
7. Witzleben (631)